# Bardo Fassbender
Bardo Fassbender (* 1963 in Königswinter in NRW) ist ein deutscher, in der Schweiz lebender Rechtswissenschaftler. Von 2013 bis 2024 war er ordentlicher Professor für Völkerrecht, Europarecht und Öffentliches Recht an der Universität St. Gallen. Seine Hauptforschungsgebiete umfassen das allgemeine Völkerrecht, das Recht der Vereinten Nationen, vergleichendes Verfassungsrecht und Verfassungstheorie sowie die Verfassungs- und Völkerrechtsgeschichte.

## Leben
Bardo Fassbender studierte Rechtswissenschaft, Geschichte und Politische Wissenschaft an der Universität Bonn und der Yale Law School. Er erwarb den Magister der Rechte (LL.M.) der Yale Law School und wurde an der Humboldt-Universität zu Berlin zum Dr. iur. promoviert. An der Humboldt-Universität habilitierte er sich auch und erhielt die Lehrbefähigung für die Fächer Öffentliches Recht, Völker- und Europarecht sowie Verfassungsgeschichte.
In seiner Dissertation mit dem Titel UN Security Council Reform and the Right of Veto: A Constitutional Perspective behandelte Fassbender die Funktionen und Kompetenzen des Sicherheitsrates der Vereinten Nationen. Für seine Arbeit wurde er mit dem Promotionspreis der Juristischen Fakultät der Humboldt-Universität zu Berlin ausgezeichnet. Seine Habilitationsschrift verfasste er 2004 über das Thema Der offene Bundesstaat. Studien zur auswärtigen Gewalt und zur Völkerrechtssubjektivität bundesstaatlicher Teilstaaten in Europa.
Fassbender war Ford Foundation Senior Fellow in Public International Law an der Yale University, Jean Monnet Fellow am Europäischen Hochschulinstitut in Florenz und Vertreter des Lehrstuhls für Öffentliches Recht, Völkerrecht und Europarecht an der Ludwig-Maximilians-Universität München. 2008 folgte seine Berufung als Ordinarius für Internationales Recht unter besonderer Berücksichtigung des internationalen Menschenrechtsschutzes an der Universität der Bundeswehr München. Einen Ruf auf den Lehrstuhl für Öffentliches Recht, insbesondere Völkerrecht, an der Universität Bonn im Jahr 2009 nahm er nicht an. Seit 2013 war er ordentlicher Professor an der Universität St. Gallen. Von diesem Amt trat er zum Ende des Frühjahrssemesters 2024 zurück, um sich auf seine wissenschaftliche und publizistische Arbeit zu konzentrieren. 
Nebst seiner Lehr- und Forschungstätigkeit ist Fassbender auch als Berater aktiv. So beriet er etwa den Legal Counsel und Untergeneralsekretär der Vereinten Nationen in der Frage des Rechtsschutzes gegen Individualsanktionen des UN-Sicherheitsrates.
Fassbender hat sich kritisch zum Tun und Lassen der Europäischen Union im Konflikt um die nach Unabhängigkeit strebende spanische Region Katalonien geäußert. Dabei kritisierte er insbesondere das fehlende Eigenverständnis der Europäischen Union als „Bürgerunion“. Statt sich für die Interessen ihrer Unionsbürger einzusetzen, sei die Europäische Union immer noch im Denken einer internationalen Organisation im klassischen Sinne verhaftet, die keine unmittelbare Bindung von Bürger und Organisation kennt.

## Werke (Auswahl)
- UN Security Council Reform and the Right of Veto: A Constitutional Perspective. Kluwer Law International, 1998, ISBN 978-90-41-10592-9
- Der offene Bundesstaat – Studien zur auswärtigen Gewalt und zur Völkerrechtssubjektivität bundesstaatlicher Teilstaaten in Europa. Mohr Siebeck, 2007, ISBN 978-3-16-149218-1
- The United Nations Charter as the Constitution of the International Community. Martinus Nijhoff, 2009, ISBN 978-90-04-17510-5
- Menschenrechteerklärung. Universal Declaration of Human Rights - Allgemeine Erklärung der Menschenrechte. Neuübersetzung, Synopse, Erläuterungen, Materialien. Sellier - european law publishers, 2009
- Securing Human Rights? Achievements and Challenges of the UN Security Council (Hrsg.). Oxford University Press, 2011, ISBN 9780199641499
- The Oxford Handbook of the History of International Law (Hrsg., gemeinsam mit Anne Peters und Simone Peter). Oxford University Press, 2012, ISBN 9780199599752 (Hardback), ISBN 9780198725220 (Paperback)
- Basistexte Völkerrechtsdenken (Hrsg., gemeinsam mit Helmut Aust). Nomos/UTB, 2012, ISBN 978-3-8252-3721-9
- Suprastaatliche Konstitutionalisierung. Perspektiven auf die Legitimität, Kohärenz und Effektivität des Völkerrechts (Hrsg., gemeinsam mit Angelika Siehr). Nomos, 2012, ISBN 978-3-8329-7853-2
- Quellen zur Geschichte der Menschenrechte: Von der Amerikanischen Revolution zu den Vereinten Nationen (Hrsg.). Reclam, 2014, ISBN 978-3-15-019209-2
- The Limits of Human Rights (Hrsg., gemeinsam mit Knut Traisbach). Oxford University Press, 2019, ISBN 9780198824756 (Hardback), ISBN 9780198824763 (Paperback)
- Key Documents on the Reform of the UN Security Council 1991–2019 (Hrsg.). Brill Nijhoff, 2020, ISBN 978 90 04 41517 1
- Mitherausgeber der Reihe Studien zur Geschichte des Völkerrechts, Nomos Verlag